# Елисеев, Игорь Александрович
 Игорь Александрович Елисеев  (род. 29 декабря 1952) — русский поэт, переводчик, член Союза писателей России с 1992 года, член Союза писателей Москвы, член Международного союза литераторов и журналистов APIA, действительный член (академик) Петровской академии наук и искусств. Лауреат премии им. В. А. Закруткина (1998) и др.

## Биография
Игорь Александрович родился в городе Ростове-на-Дону в семье служащего (отец — Александр Васильевич, 1922 г. р. — был летчиком, командиром корабля, летал на Камчатке, в Средней Азии, в Ростовской области; мать — Тамара Николаевна, 1925 г.р. — во время войны была угнана в Германию, работала прислугой у немецкого помещика, освобождена американцами, вернулась в Россию).
Учился в ростовской школе № 53 с преподаванием ряда предметов на немецком языке. Окончил Пятигорский государственный педагогический институт иностранных языков (факультет испанского и английского языков). После окончания института работал учителем в селах Тамбовской и Ростовской областей, переводчиком в научно-исследовательском институте, почтальоном, инженером, топографом, методистом в турклубе, заместителем главного редактора в издательстве «Приазовский край». Армейскую службу проходил в РВСН в Белоруссии.

## Творчество
Первое стихотворение было напечатано в газете «Ростсельмашевец» в 1971 году. Затем последовали публикации в газетах Ростова, Магадана, Алтая, Пятигорска, Дербента, Сухуми и других городов, в журналах «Дон», «Подъём» (Воронеж), «Пионер йук» (Чебоксары), «Идель» (Казань), «Москва», «Литературное обозрение» (Москва), «Саблабунг» (Гонконг), «Мадхупарка» (Непал), «Молодая гвардия» и др., в многочисленных коллективных сборниках.
В 1987 году в Ростиздате вышла в свет первая книжка стихов «Траектория памяти», в 1990 году там же — «Хитрый Петр» (перевод книги югославского писателя Джордже Катича) и в Москве — книга стихов «Преданность», в 1996 и 1997 годах в Ростове — книга поэм «Идущий путём заката» и книга верлибров «Славянские руны», в 2000 году в Ростове — книга стихотворений «Поднялся ветер», 2001 год — книга «Перевалы Западного Кавказа», книга стихов «Мыс Рока» (2005). В 2004 году издал книгу стихов в своих переводах народного поэта Ингушетии Магомеда Вышегурова. В 2014 и 2015 годах опубликованы интервью в сборниках «VIP-персоны Юга России». Стихи переведены на английский, армянский, чувашский, карачаевский, ингушский, болгарский, непали, польский, турецкий, сербский, татарский, туркменский, азербайджанский, испанский, итальянский, португальский, вьетнамский языки.
Участвовал в 1-3 Всероссийских семинарах молодых переводчиков, проводившихся Союзом писателей России в Подмосковье, Юрмале, Пицунде (руководители Яков Козловский, Михаил Гусаров, Елена Николаевская, Роберт Винонен).
Игорь Александрович Елисеев — главный редактор международного литературно-художественного альманаха «Рукопись», издающегося с 2002 г.
В мае 2000 года на проводившемся в Москве Всероссийском конкурсе «Неизвестные поэты России» в рамках проходившего в то же время 67-го Всемирного конгресса ПЕН Клуба под эгидой ЮНЕСКО стал лауреатом.
Обладатель почетного диплома в связи с празднованием 200-летнего юбилея непальского поэта-пионера Бханубхакты Ачарьи и за активное участие в переводе непальских стихотворных форм и издание двуязычного сборника стихов, посвященного юбилею поэта.
Диплом «За большой творческий вклад в современную культуру» за подписью Л. Анненского и др.
В 2015 г. награждён памятной золотой медалью «200 лет М. Ю. Лермонтову».
Награждён дипломом «Лучший автор альманаха „Литературная Канада-2016, 2018“».
Включен в библиографическую энциклопедию Петровской академии наук и искусств «Золотые имена России». СПб., 2018. ISBN 978-5-905042-72-0
Включен в справочное издание «Культура Дона в лицах». Ростов н/Дону, 1997. ISBN 5-7509-0818-6
Награждён Союзом писателей Польши международной премией имени Клеменса Яницкого (2019).
Награждён почетными грамотами Союза писателей Черногории (2019, 2021).

## Произведения И. А. Елисеева
В журналах и альманахах
1. Подъём. — 1986. — № 10.
2. Истоки. — М.: Молодая гвардия, 1987.
3. Истоки. — М.: Молодая гвардия, 1988.
4. Москва. — 1988. — № 6.
5. Идель. — 1989. — № 2.
6. Идель. — 1989. — № 4.
7. Идель. — 1989. — № 5.
8. Хатĕр пул. — 1989. — № 6.
9. Дон. — 1990. — № 12.
10. Идель. — 1990. — № 8.
11. Идель. — 1991. — № 6.
12. Идель. — 1991. — № 8-9.
13. Литературное обозрение. — 1992. — № 2.
14. Идель. — 1992. — № 1-2.
15. Дон. — 1993. — № 2.
16. Идель. — 1993. — № 1.
17. Идель. — 1993. — № 2.
18. Дон. — 1994. — № 11-12
19. Дон. — 1995. — № 4.
20. Дон. — 1995. — № 8-9.
21. Идель. — 1995. — № 9-10.
22. Идель. — 1996. — № 7-8.
23. Дон. — 1997. — № 3.
24. Южная звезда. — 1997. — № 9. (Ростов н/Д)
25. Мой журнал. — 2003. — № 1. (Ростов н/Д)
26. Идель. — 2003. — № 4.
27. Ковчег. — 2003. — № 3. (Ростов н/Д)
28. Идель. — 2005. — № 2.
29. Идель. — 2005. — № 3.
30. Идель. — 2005. — № 4.
31. Молодая гвардия. — 2007. — № 3.
32. Байкал. — 2008. — № 5.
33. 45-я параллель. — № 36. (Ставрополь)
34. Дон. — 2009. — № 9-10.
35. Истоки. — 2010. — № 1. (Красноярск)
36. Истоки. — 2011. — № 1. (Красноярск)
37. Мадхупарка. — 2011. — Vol. 44. — № 6. (Катманду) (на непали).
38. Дон. — 2012. — № 7-9.
39. Саблабунг. — 2012. — (Гонконг) (на непали).
40. Северо-Муйские огни. — 2014. — № 4 (46).
41. Вышгород (Таллинн). — 2014. — 6.
42. Северо-Муйские огни. — 2015. — № 1 (48).
43. Литературная Канада. — 2016. — № 2 (6).
44. Literary Canada. — 2016. — № 3 (12).
45. Северо-Муйские огни. — 2016. — № 1 (53).
46. Казахстан — Россия. — М. — Алматы, 2017.
47. Литературные знакомства. — 2017. — № 2 (31). (поэма «Запой»).
48. Literary Canada. — 2017. — № 3 (12).
49. Невский альманах. — 2017. — № 4 (96).
50. Северо-Муйские огни. — 2017. — № 4 (62).
51. Литературная Канада. — 2017. — № 3.
52. Родная Кубань. — 2017. — № 4. (Краснодар)
53. Что есть истина? — 2017. — № 5 (Англия).
54. Вышгород (Таллинн). — 2017. — № 6.
55. Всеамериканский литературный форум. — 2018. — № 1.
56. Идель. — 2018. — № 9. (пер. с татарского)
57. Литературные знакомства. — 2018. — № 1 (34).
58. Литературные знакомства. — 2018. — № 5 (38). (пер. с татарск.).
59. Северо-Муйские огни. — 2018. — № 3 (67). (пер. с казах.)
60. Кала-Шри (Катманду). — 2018. (на непали)
61. Всеамериканский литературный форум. — 2019. — № 1.
62. Приокские зори.— 2019. — № 2.
63. Стварање. — 2019. — Июнь — июль — август. (на сербск.)
64. Северо-Муйские огни. — 2019. — № 5 (75).
65. Слово. — 2019. — № 57 (декабрь) (на сербск.)
66. Молодая гвардия. — 2020. — № 1-2.
67. Akant. — 2020. — № 4 (Быдгощ, на польск.)
68. Akant. — 2020. — № 5 (Быдгощ, на польск.)
69. Литературные знакомства. — 2020. — № 3 (47).
70. Абай. — 2020. — № 3 (Семипалатинск, с казах.)
71. Всеамериканский литературный форум. — 2020. — № 4.
72. Литературные знакомства. — 2020. — № 4.
73. IQ Казахстан. — 2020. — № 9. (Чимкент, пер. с казах.)
74. Простор. — 2020. — № 12. (Алма-Ата, пер. с казах.)
75. Траг (След). — 2020. — 63-64. (Сербия, на сербском)
76. Северо-Муйские огни. — 2020. — № 6 (82). (пер. с казах.)
77. Литературен свят. — 2021. — № 134. (на болгар.)
78. Арина НН. — 2021. — № 40. (Н. Новгород)
79. Güncel Sanat (Современное искусство). — 2020. — № 71 (на турецком)
80. Inter-focus. — 2021. — 28 февр. (пер. с польского).
81. Güncel Sanat (Современное искусство). — 2021. — № 73 (на турецком)
82. Литературные знакомства. – 2021. – № 4 (55) (пер. с серб.).
83. Литературные знакомства. – 2021. – № 5 (56).
84. Литературные знакомства. — 2021. — № 8 (59).
85. Литературные знакомства. — 2021. — № 9 (60) (пер. с исп.).
86. Литературные знакомства. — 2021. — № 10 (61) (пер. с исп.).
87. Литературные знакомства. — 2021. — № 11 (62) (пер. с польск.).
88. Литературные знакомства. — 2021. — № 12 (63) (пер. с непали)
89. Inter-fokus. — 2021. — 29 дек.
90. Литературные знакомства. — 2022. — № 1 (64)
91. Литературные знакомства. — 2022. — № 2 (65)
92. Литературные знакомства. — 2022. — № 3 (66)
93. Литературные знакомства. — 2022. — № 4 (67)
94. Литературные знакомства. — 2022. — № 5 (68)
95. Литературные знакомства. — 2022. — № 6 (69)
96. Литературные знакомства. — 2022. — № 9 (72)
97. Литературные знакомства. — 2022. — № 10 (73)
98. Литературные знакомства. — 2022. — № 11 (74)
99. Литературные знакомства. — 2022. — № 12 (75)
100. Литературные знакомства. — 2023. — № 1 (76)
101. Донская сотня. — 2021. — № 24.
102. Донская сотня. — 2022. — № 25.
103. Донская сотня. — 2022. — № 26.
104. Донская сотня. — 2022. — № 27.
105. Северо-Муйские огни. — 2022. — № 6.
106. IDЕЛ. — 2022. — № 10 (397)

Коллективные сборники
1. Плечом к плечу. — Ростов н/Д: Ростиздат, 1984. (пер. с болгар.).
2. Срез времени. — Черкесск: Ставропольское книжное изд-во, 1988 (пер. с карачаевского).
3. Лирика. — Грозный: Книга, 1990. (Пер. с ингушск.)
4. Неизвестные поэты России. — Москва, 2000.
5. Любовная лирика. — Ростов н/Д: Новая книга, 2003.
6. Судьба и слово. — Ростов н/Д: Новая книга, 2005.
7. Записка в тур. — Ростов н/Д: Релиз-Дон, Дониздат, 2009.
8. Мое лучшее стихотворение. — Ростов н/Д: Живица, 2013.
9. О Дон Кихот. — Ростов н/Д: Живица, 2012.
10. Поэт года. — 2012. — Книга 29. (Москва)
11. Мой Лермонтов. — Ростов н/Д: Живица, 2014.
12. Моя весна. — Ростов н/Д: Живица, 2014.
13. Элементы любви (пер. с непали стихотворения Бикрама Суббы) // В кн.: Эпоха В. Ф. Станиса. — М.: Изд-во РУДН, 2014. — С. 357.
14. Солнце непальской поэзии (статья «Социально-художественные особенности современной непальской поэзии»). — Москва-Катманду, 2015.
15. Рощица непальской поэзии. — М. — Катманду, 2017. (пер. с непали)
16. Наш Неизвестный. — Ростов н/Д: LooM SO, 2017.
17. Лепестки русской поэзии. — М. — Катманду, 2018.
18. Альманах непальской литературы. — 2019. — Москва-Катманду. (пер. с непали)

Книги переводов
1. Катич Дж. Хитрый Петр / Пер. с сербскохорватского. — Ростов н/Д: Ростиздат, 1990.
2. Вышегуров М. Жалоба Земли (пер. с ингуш.) — Ростов н/Д, 2004.
3. Мархлевска М. Стихотворения (пер. с польского). — Ростов н/Д, 2017.
4. Лесиньски К. Мама нет ответа (пер. с польского). — Быдгощ, 2019.
5. Wiersze — Стихотворения (пер. на польский Малгожата Мархлевска). Gdynia: Piękny Świat, 2015. ISBN 978-83-938969-4-3
6. Пjeсме — Стихотворения (пер. на сербский Войислав Караджич). М.: Горячая линия, 2019. 58 с. ISBN 978-5-906625-13-7
7. Всё случайно / Wszystko jest przypadkiem (пер. на польский Калина Изабела Жёла). Быдгощ / Bydgoszcz: 2021. 104 с. ISBN 978-83-65150-09-7
8. Кшиштоф Януш Лесиньски. Подглядывание старика (пер. с польского Игоря Елисеева). — Ростов н/Д: 2022. 112 с. ISBN 978-5-98615-511-1

Отдельные издания
1. Траектория памяти. Стихи. — Ростов н/Дону, 1987.
2. Преданность. Стихи. — Москва, 1990.
3. Идущий путём заката. Стихи. — Ростов н/Дону, 1996.
4. Славянские руны. Книга верлибров. — Ростов н/Дону, 2000.
5. Поднялся ветер. Стихи. — Ростов н/Дону, 2000.
6. Перевалы Западного Кавказа. Описание туристских маршрутов. — Ростов н/Дону, 2000. 144 с.: ил. ISBN 5-86236-108-1
7. Перевалы Западного Кавказа. Описание туристских маршрутов. 2-е изд., испр. и доп. — Ростов н/Дону, 2007. 208 с.: ил. ISBN 5-7509-0087-8
8. Мыс Рока. Стихи. — Ростов н/Дону, 2005.
9. Избранное. Стихи. — Ростов н/Дону, 2012. ISBN 978-5-86216-220-2
10. Стихи сестре. — Ростов н/Дону, 2013.
11. Словарь аббревиатур испанского языка. — М.: ИНФРА-М, 2013.
12. Словарь аббревиатур и акронимов русского языка. — М.: ИНФРА-М, 2015. ISBN 978-5-16-010420-1 (print)  978-5-16-102395-2 (online)
13. Словарь акронимов, аббревиатур и сокращений испанского языка. — М.: Горячая линия — Телеком, 2016. 254 с. ISBN 978-5-9912-0547-4
14. Во свете живых. Стихи. — М.: Горячая линия, 2018. ISBN 978-5-906625-11-3